# Giacomo Franzoni
Giacomo Franzoni (Gènova, 5 de desembre de 1612 – Roma, 19 de desembre de 1697) va ser un bisbe i cardenal italià.

## Biografia
Va néixer a Gènova, en el si d'una família rica i influent, que donà a Gènova diversos senadors i un Dux. Fill del marquès Anfrano Franzoni i de Girolama Fieschi.
Estudià dret a la universitat de Bolonya, però degut a la pesta, va haver de traslladar-se a la universitat de Pàdua per continuar amb la seva formació, i tornant a Bolonya un cop havia fugit la pesta per estudiar teologia, assolint un doctorat utroque iure en dret civil i canònic.
Als setze anys, contra la voluntat de la seva família, decidí abraçar l'estat eclesiàstic. Marxà a Roma, on va ser refrendari del Tribunal de la Signatura Apostòlica (1639), President de la Cambra Apostòlica (1641). El Papa Innocenci X el nomenà tresorer de la Cambra Apostòlica. Declinà la promoció a l'episcopat al capdavant de la seu de Ferrara i a l'ingrés al Col·legi de Cardenals que li oferí Innocenci X. Al 1655 va presidir la milícia del castell de Sant'Angelo de Roma.
Va ser creat cardenal i reservat in pectore al consistori del 29 d'abril de 1658, sent publicat el 5 d'abril de 1660, rebent el capel vermell i la diaconia de Santa Maria in Aquiro el 19 d'abril de 1660. El 5 de maig següent va ser nomenat llegat a Ferrara, càrrec que ocuparia fins al 1664.
Elegit bisbe de Camerino el 7 de juny de 1666, va ser consagrat el 15 de juny a Roma pel cardenal Neri Corsini. Participà en el conclave de 1667, que elegí el Papa Climent IX. Optà per la diaconia de Santa Maria in Cosmedin el 14 de gener de 1669. Participà en el conclave de 1669-1670, on s'escollí el papa Climent X. Optà per l'ordre presbiteral i el títol de cardenal prevere de San Pancrazio fuori le mura el 14 de maig de 1670. El 27 de febrer de 1673 optà pel títol de Santa Maria in Ara Coeli. Camarlenc de Col·legi de Cardenals el 15 de gener de 1674, participà en el conclave de 1676 que escollí el Papa Innocenci XI. El 30 d'abril de 1685 optà pel títol de Santa Maria della Pace; passant a l'ordre episcopal i la seu de Frascati el 10 de novembre de 1687. Participà en el conclave de 1689, que elegí el Papa Alexandre VIII; i de nou al de 1691, que elegí el Papa Innocenci XII. Optà pel bisbat de Porto e Santa Rufina el 28 de setembre de 1693; i el 23 de novembre d'aquell any dimití del govern de la seu de Camerino.
Va morir el 19 de desembre de 1697, després de 18 mesos de malaltia. Va ser exposat i enterrat a l'església de Santa Maria in Vallicella de Roma, d'acord amb la seva voluntat.